# Calino chef de gare

Calino chef de gare est un court métrage muet français, tourné en 1912 par Jean Durand.

## Résumé
Calino remplace un chef de gare qui était un peu trop porté sur la bouteille. Mais lui n'est pas mieux car il ne pense qu'à dormir et s'amuser avec les aiguillages, semant la consternation et la confusion parmi les voyageurs.

## Fiche technique
- Réalisation : Jean Durand
- Société de production : Société des Établissements L. Gaumont
- Edition : CCL
- Pays : France
- Format : Muet - Noir et blanc - 1,33:1 - 35 mm
- Métrage : 148 m, pour une version en DVD de 6 min 40 s
- Genre : Comédie
- Durée : inconnue
- Date de sortie : 
  -  France - 11 décembre 1912 avec une rediffusion le 14/01/1916

## Distribution
- Clément Mégé : Calino, le nouveau chef de gare
- Gaston Modot : Un voyageur qui court après le train
- Berthe Dagmar : Une voyageuse
- Marie Dorly : Une voyageuse
- Eugène Bréon : Un voyageur
- Edouard Grisollet : L'ancien chef de gare
- Madame Bréon : Une voyageuse
- Lucien Bataille : Un mécano sur la loco
- Jacques Beauvais : Un client derrière le guichet avec son chien
- Ernest Bourbon : Le voyageur dans le filet à bagages